# Susan Davis
Pour les articles homonymes, voir Davis.
Susan Davis, née Alpert le 13 avril 1944 à Cambridge (Massachusetts), est une femme politique américaine, membre du Parti démocrate et élue de la Californie à la Chambre des représentants des États-Unis de 2001 à 2021.

## Biographie

### Études et débuts en politique
Susan Davis obtient un bachelor of arts à l'université de Californie à Berkeley en 1965 et un master de travailleuse sociale à l'université de Caroline du Nord à Chapel Hill en 1968. Elle exerce cette dernière profession plusieurs années. Elle vit un temps au Japon avec son mari Steve Davis, militaire, et leurs deux enfants, avant d'emménager à San Diego en 1972.
En 1983, elle est élue au conseil de l'éducation de San Diego, qu'elle préside de 1989 à 1992. Elle entre à l'Assemblée de l'État de Californie en 1994.

### Représentante des États-Unis
Lors des élections de 2000, elle se présente à la Chambre des représentants des États-Unis. Dans le 49e district de Californie, qui compte légèrement plus de démocrates que de républicains, elle bat le représentant conservateur sortant Brian Bilbray (en), en rassemblant 49,6 % des voix contre 46,2 % pour le républicain.
Après le recensement de 2000, les circonscriptions californiennes sont redécoupées et Davis se présente dans le nouveau 53e district, plus favorable aux démocrates. De 2002 à 2010, elle est réélue tous les deux ans avec plus de 62 % des suffrages. Le district est redessiné en 2011. Davis est réélue avec 61,4 % des voix en 2012 et 58,8 % en 2014. Elle rassemble plus de deux tiers des suffrages en 2016 et 2018. Durant son mandat, elle vote environ 96 % du temps en accord avec le groupe démocrate.
En septembre 2019, elle annonce qu'elle n'est pas candidate à sa réélection en 2020, souhaitant passer davantage de temps à San Digeo.

## Historique électoral

### Chambre des représentants des États-Unis
| Année | Susan Davis | Républicain | Libertarien | Vert   | NLP    |
| ----- | ----------- | ----------- | ----------- | ------ | ------ |
| Année |             |             |             |        |        |
| 2000  | 49,63 %     | 46,18 %     | 2,86 %      | —      | 1,33 % |
| 2002  | 62,19 %     | 37,78 %     | —           | —      | —      |
| 2004  | 66,14 %     | 28,86 %     | 1,61 %      | 3,40 % | —      |
| 2006  | 67,56 %     | 30,00 %     | 2,45 %      | —      | —      |
| 2008  | 68,49 %     | 27,45 %     | 4,06 %      | —      | —      |
| 2010  | 62,26 %     | 34,00 %     | 3,74 %      | —      | —      |
| 2012  | 61,43 %     | 38,57 %     | —           | —      | —      |
| 2014  | 58,84 %     | 41,16 %     | —           | —      | —      |
| 2016  | 67,01 %     | 32,99 %     | —           | —      | —      |
| 2018  | 69,07 %     | 30,93 %     | —           | —      | —      |